# Pachnoda acutipennis
Espèce
Pachnoda acutipennis  est une espèce d'insectes coléoptères de la famille des Scarabaeidae, de la sous-famille des Cetoniinae endémique de l'Afrique.

## Régime alimentaire
Comme chez les autres cétoines, la larve de Pachnoda acutipennis vit dans le bois mort (terreau ou bois décomposé). Les adultes se nourrissent de matière végétale (pollens, fruits).